# Artiste lyrique

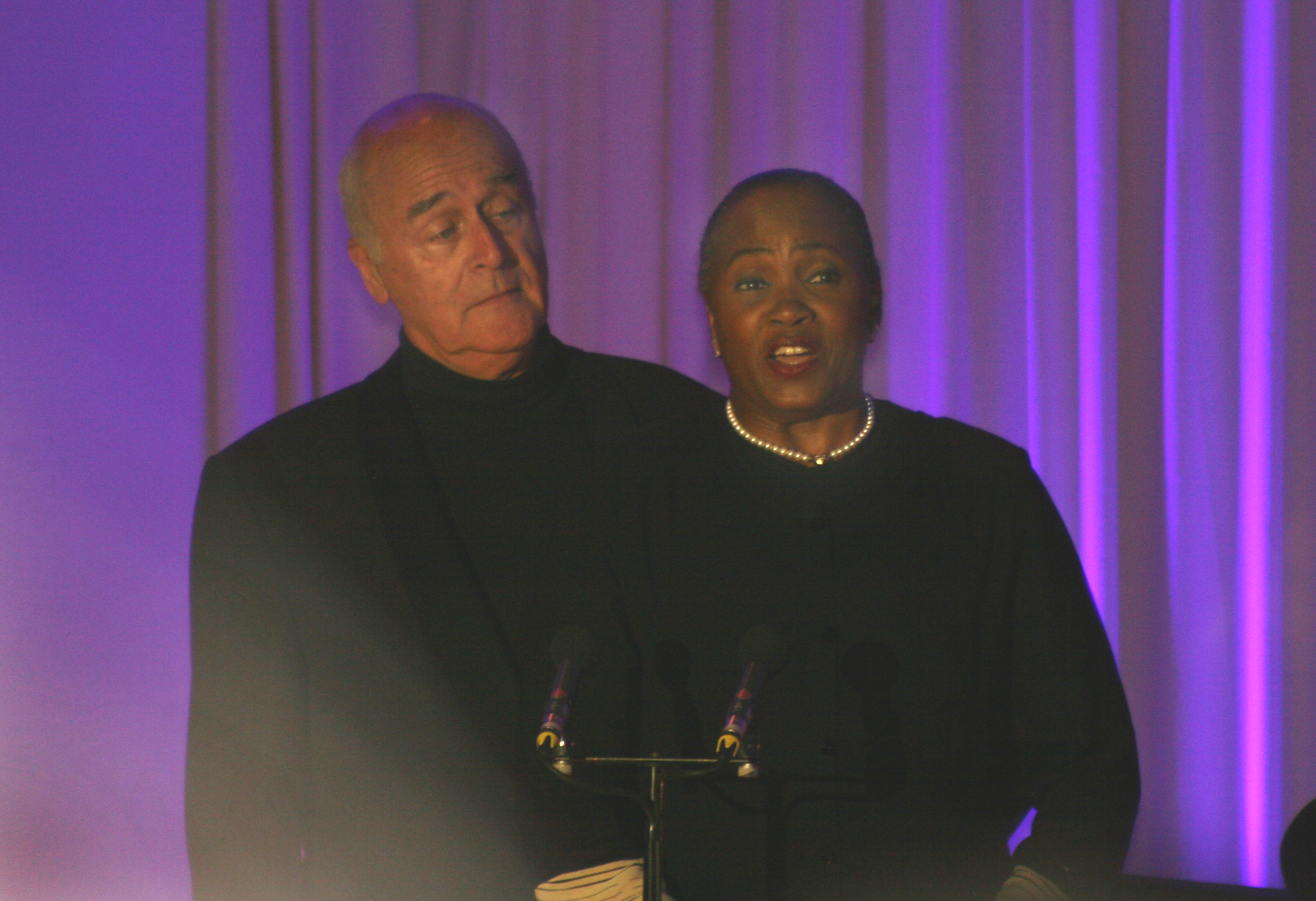
Les artistes lyriques José Van Dam et Barbara Hendricks, Bruxelles 2006.

En musique classique, un artiste lyrique est un chanteur (homme ou femme) spécialisé dans le genre lyrique (opéra, opérette).
Une chanteuse d'opéra soliste est souvent appelée par le terme d'origine italienne « cantatrice ». Certaines cantatrices célèbres sont également appelées « divas » (ex. Maria Callas). Il n'existe pas de terme équivalent pour les hommes. Ceux-ci sont simplement qualifiés de chanteurs d'opéra ou d'artistes lyriques. Un artiste lyrique peut être soliste ou choriste.
En dehors de l'opéra, la formation d'un artiste lyrique lui permet souvent d'interpréter plusieurs genres de musique classique vocale, tant dans le domaine sacré (motet, oratorio, passion) que profane (lied, mélodie, etc.).

## Morphologie
En fonction du type et de la tessiture de leur voix, les chanteurs sont classés en plusieurs catégories : 
- pour les femmes (du plus grave au plus aigu) :
  - contralto (ou alto) (Nathalie Stutzmann, Marie-Nicole Lemieux, Sara Mingardo)
  - mezzo-soprano (Joyce DiDonato, Elīna Garanča, Anna Goryachova)
  - soprano (Anna Netrebko, Maria Callas, Carmen Giannattasio)

- pour les hommes (du plus grave au plus aigu) :
  - basse (Samuel Ramey, Ildebrando d'Arcangelo)
  - baryton (Sherril Milnes, Nicola Alaimo)
  - ténor (Luciano Pavarotti, Jonas Kaufmann, Juan Diego Flórez)
  - contre-ténor (Jakub Józef Orliński, Franco Fagioli, Philippe Jaroussky)
  - sopraniste

Ces classifications disposent de sous-classifications en fonction de la « couleur » du timbre, de l'« emploi » théâtral ou de l'agilité.

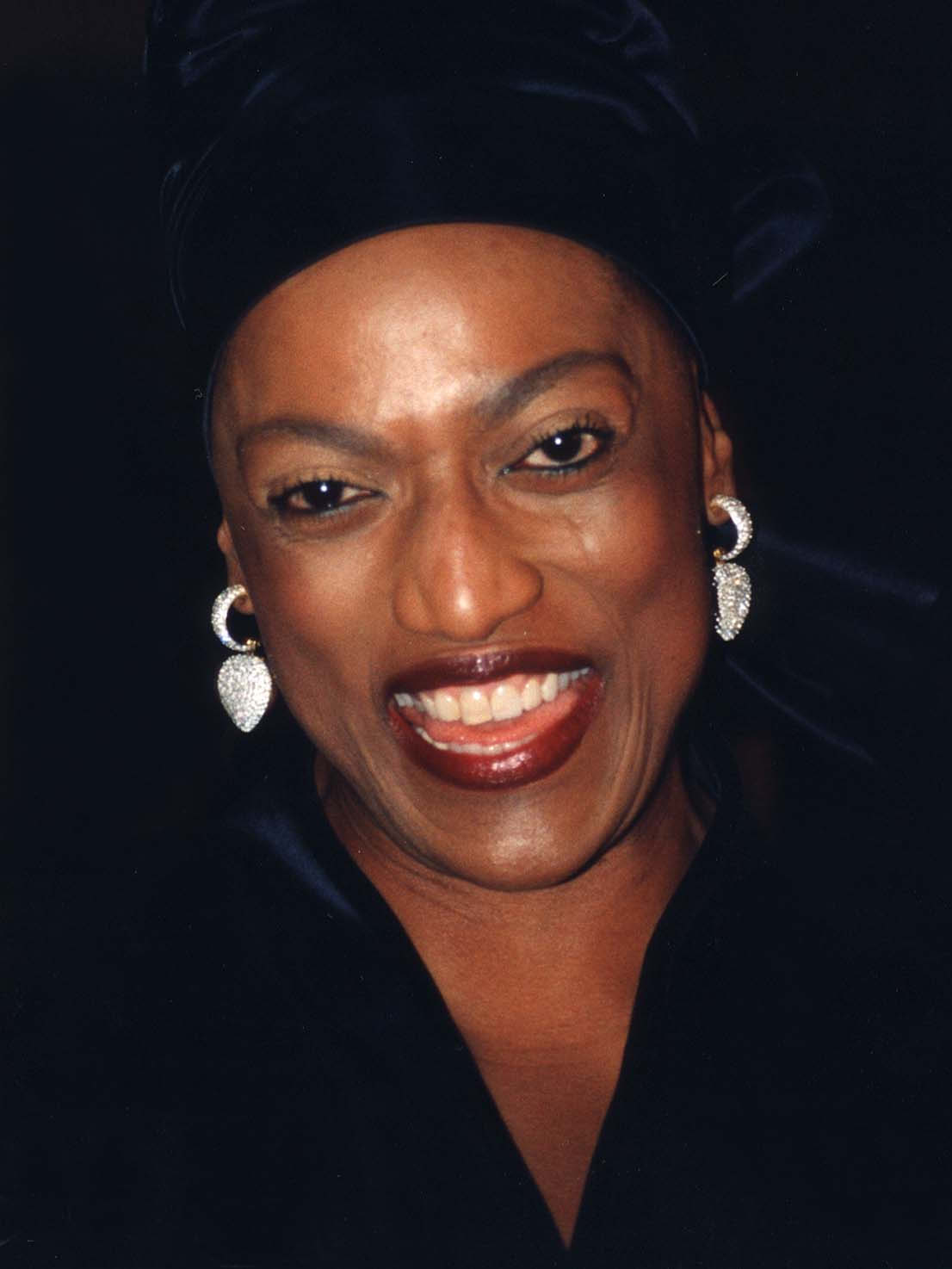
Exemple de soprano dramatique : Jessye Norman

Les castrats, hommes ayant subi à leur adolescence une opération chirurgicale afin de conserver une voix aiguë selon une pratique en cours jusqu'au XVIIIe siècle, couvraient la tessiture actuelle des sopranistes (la puissance en plus).
L'opération en question se faisait durant l'adolescence vers 10-11 ans et visait à sectionner le canal déférent, ce qui avait pour conséquence l'atrophie des testicules. Ainsi, si l'opération est effectivement une castration, les castrats ne subissaient pas d'ablation complète des testicules.